# Acer paihengii
Acer paihengii é uma espécie de árvore do gênero Acer, pertencente à família Aceraceae.